# Cycladische maatschappij

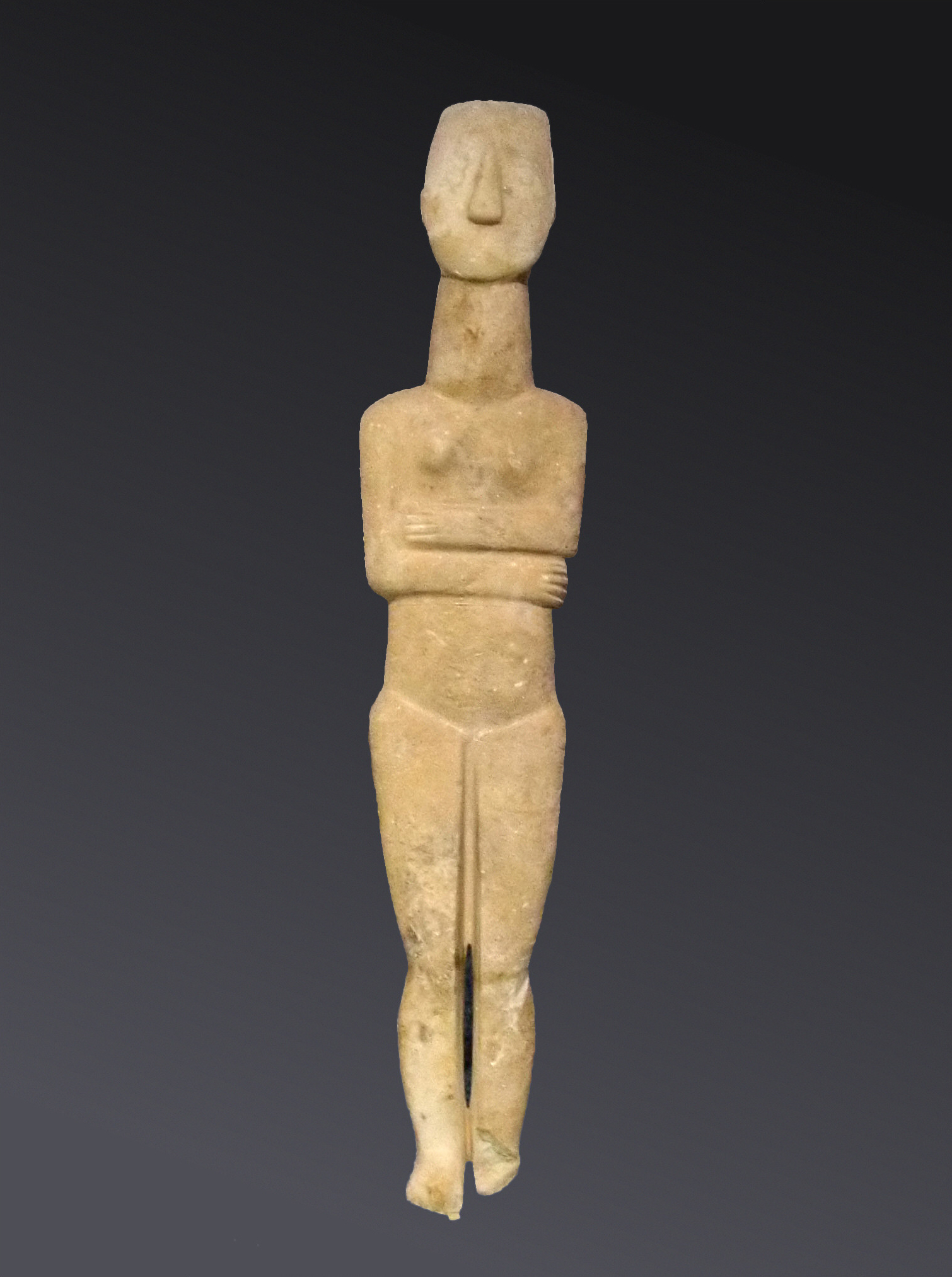
Marmeren Cycladische figurine (ECII, ca. 2600 v. Chr, Amorgos).

De Cycladische maatschappij was een welvarende maatschappij in de drie eeuwen v.Chr. De bewoners van de Cycladen waren zeelui die handel dreven in het oostelijke Middellandse Zeegebied.
Thucydides (I 4.) en Herodotos (I 171.) noemden de oorspronkelijke bevolking van de Cycladen Lelegers en vermelden dat zij in het zuidwesten van Klein-Azië verdreven zouden zijn, waar zij Cariërs werden genoemd. Terwijl Thucydides meent dat de mythische koning Minos hen verdreef, schrijft Herodotos dit aan de Doriërs en Ioniërs toe.
Aan de hand van de figurines die gevonden zijn op de Cycladen trachten historici en archeologen een beeld van de Cycladische maatschappij te vormen. De vrouwelijke figurines met uitgesproken seksekenmerken wijzen op een agrarische maatschappij. Ze hadden waarschijnlijk een praktische vruchtbaarheidsfunctie. Andere figuren zijn onder meer muzikanten en krijgers. Daarnaast zou er ook een religieuze factor een rol gespeeld hebben bij het maken van de figurines: ze werden bewaard in huisschrijnen en werden meegegeven met de dode om zijn vroomheid aan te tonen. Het maken van dergelijke figurines was geen sinecure en nam dus wel wat tijd in beslag. De figurines moesten waarschijnlijk ook dienen om een band te smeden tussen mens en goden.
Vanaf de Laat-Cyladisch I periode werd de Cycladische maatschappij kosmopolitischer in steden zoals Akrotiri, waar de huizen van rijke handelaars elementen van de Minoïsche architectuur bevatten. In de Laat-Cycladisch III periode is niet enkel een politiek-militaire verschuiving waarneembaar, maar verandert ook de maatschappij onder Myceense invloed.

## Referentie
- A. Vianello, Which was the role of Cycladic marble figurines in funerary rituals?, Sheffield, 1999.
- Society: Social stratification, in The Bronze Age on the Aegean islands, fhw.gr, 1999-2000.

## Verder lezen
- A.C. Renfrew, The Emergence of Civilisation: The Cyclades and the Aegean in The Third Millennium BC, Londen, 1972.
- C. Douma, La société cycladique à l'âge du Bronze, in Archéologia 195 (1987), pp. 46–52.

Cycladen · Geschiedenis · Cycladische maatschappij · Cycladische kunst · Cycladische muziek · Cycladische architectuur